# Grazielodendron rio-docensis
Grazielodendron rio-docensis é uma espécie de planta do gênero Grazielodendron e da família Fabaceae também conhecida como peroba-candeia.

## Forma de vida
É uma espécie terrícola e arbórea.

## Descrição
Formam árvores  de 4-30 metros de altura; tronco fissurado-sulcado, acinzentado;
ramos glabros; estípulas decíduas, ovado-lanceoladas. Ela tem folhas 5-7 folioladas; folíolos
elípticos, oblongo-lanceolados, ovado-lanceolados ou lanceolados,
rígido-cartáceos ou cartáceos, de 3-7,5 x 1,8-3,6 cm. Inflorescências racemosas ou panículas corimbosas, subterminais, tomentoso-estrigosas; brácteas ovadas ou
ovado-lanceoladas; bractéolas lanceoladas. Ela tem flores papilionadas, arroxeadas;
pedicelo tomentoso-estrigoso; cálice turbinado, tomentoso-estrigoso; vexilo
suborbicular, alas e carenas subfalcadas; estames 10, diadelfos 9+1; ovário subésssil,
tomentoso. Sâmara elíptica ou oblongo-elíptica, plano compressa, 8-12,5 x 3,7-5
cm, membranácea, núcleo seminífero central.

## Conservação
A espécie faz parte da Lista Vermelha das espécies ameaçadas do estado do Espírito Santo, no sudeste do Brasil. A lista foi publicada em 13 de junho de 2005 por intermédio do decreto estadual nº 1.499-R.

## Distribuição
A espécie é encontrada nos estados brasileiros de Bahia, Espírito Santo e Rio de Janeiro.
A espécie é encontrada no domínio fitogeográfico de Mata Atlântica, em regiões com vegetação de floresta estacional semidecidual e floresta ombrófila pluvial.